# Anacropora matthai
Anacropora matthai är en korallart som beskrevs av Pillai 1973. Anacropora matthai ingår i släktet Anacropora och familjen Acroporidae. IUCN kategoriserar arten globalt som sårbar. Inga underarter finns listade i Catalogue of Life.